# Orée d’Anjou
Orée d’Anjou (ɔˈʁe dɑ̃ˈˈʒu ist eine französische Gemeinde mit 16.975 Einwohnern (Stand: 1. Januar 2022) im Département Maine-et-Loire in der Region Pays de la Loire. Die Gemeinde gehört zum Arrondissement Cholet und ist Mitglied im Gemeindeverband Mauges Communauté. Die Einwohner werden Oréens und Oréennes genannt.
Die Gemeinde entstand mit Wirkung vom 15. Dezember 2015 als Commune nouvelle durch Zusammenlegung der bis dahin selbstständigen Gemeinden Champtoceaux, Bouzillé, Drain, Landemont, La Varenne, Liré, Saint-Christophe-la-Couperie, Saint-Laurent-des-Autels, und Saint-Sauveur-de-Landemont, die fortan den Status von Communes déléguées besitzen. Der Verwaltungssitz befindet sich im Ort Champtoceaux.

## Gemeindegliederung
| Commune déléguée               | ehemaliger INSEE-Code | PLZ   | Fläche (km²) | Einwohnerzahl (2022) |
| ------------------------------ | --------------------- | ----- | ------------ | -------------------- |
| Champtoceaux (Verwaltungssitz) | 49069                 | 49270 | 15,54        | 2867                 |
| Bouzillé                       | 49040                 | 49530 | 18,39        | 1613                 |
| Drain                          | 49126                 | 49530 | 19,05        | 2162                 |
| Landemont                      | 49172                 | 49270 | 18,67        | 1928                 |
| La Varenne                     | 49360                 | 49270 | 14,35        | 1837                 |
| Liré                           | 49177                 | 49530 | 31,81        | 2516                 |
| Saint-Christophe-la-Couperie   | 49270                 | 49270 | 08,29        | 0808                 |
| Saint-Laurent-des-Autels       | 49296                 | 49270 | 18,55        | 2248                 |
| Saint-Sauveur-de-Landemont     | 49320                 | 49270 | 11,69        | 0996                 |

## Geografie
Orée d’Anjou ist die westlichste Gemeinde des Départements Maine-et-Loire. Sie liegt etwa 56 Kilometer westsüdwestlich von Angers, etwa 43 Kilometer nordwestlich von Cholet und etwa 25 Kilometer nordöstlich von Nantes an der Grenze zum benachbarten Département Loire-Atlantique. Die Gemeinde befindet sich in der Région naturelle der Mauges, Teil der historischen Provinz des Anjou.
Orée d’Anjou befindet sich an den südöstlichen Ausläufern des Armorikanischen Massivs mit seinem Zentrum direkt am linken Ufer der Loire. Einer der größeren Nebenflüsse ist die Divatte, die das Gemeindegebiet im Südwesten begrenzt.
Das Bodenrelief zeigt eine hügelige Landschaft mit einer höchsten Erhebung von 106 m am nördlichen Rand des ausgedehnten Waldgebiets Forêt de la Foucadière. Das Zentrum in Camptoceaux liegt auf etwa 74 m.
Umgeben wird Orée d’Anjou von zehn Nachbargemeinden:
| Le Cellier (Loire-Atlantique)          | Oudon (Loire-Atlantique) Ancenis-Saint-Géréon (Loire-Atlantique)         | Vair-sur-Loire (Loire-Atlantique) |
| Divatte-sur-Loire (Loire-Atlantique)   | Kompassrose, die auf Nachbargemeinden zeigt                              | Mauges-sur-Loire                  |
| Le Loroux-Bottereau (Loire-Atlantique) | La Boissière-du-Doré (Loire-Atlantique) La Remaudière (Loire-Atlantique) | Montrevault-sur-Èvre              |

## Klima
|                        | Jan | Feb | Mär  | Apr  | Mai  | Jun  | Jul  | Aug  | Sep  | Okt  | Nov  | Dez |   |      |
| Mittl. Temperatur (°C) | 5,8 | 5,9 | 8,3  | 10,9 | 14,2 | 17,9 | 19,5 | 19,3 | 17   | 13,5 | 9,2  | 6,4 | ⌀ | 12,4 |
| Mittl. Tagesmax. (°C)  | 8,6 | 9,4 | 12,3 | 15,2 | 18,4 | 22,2 | 24   | 23,9 | 21,7 | 17,2 | 12,1 | 9,1 | ⌀ | 16,2 |
| Mittl. Tagesmin. (°C)  | 3,1 | 2,7 | 4,4  | 6,6  | 9,8  | 13,2 | 14,9 | 14,7 | 12,6 | 10,1 | 6,4  | 3,6 | ⌀ | 8,5  |
|                        |     |     |      |      |      |      |      |      |      |      |      |     |   |      |
| Niederschlag (mm)      | 76  | 59  | 55   | 62   | 68   | 50   | 44   | 49   | 52   | 74   | 74   | 80  | Σ | 743  |
|                        |     |     |      |      |      |      |      |      |      |      |      |     |   |      |
| Sonnenstunden (h/d)    | 3,4 | 4,6 | 6,0  | 7,6  | 8,0  | 9,1  | 9,0  | 8,6  | 7,5  | 5,5  | 4,3  | 3,8 | ⌀ | 6,5  |
|                        |     |     |      |      |      |      |      |      |      |      |      |     |   |      |
| Regentage (d)          | 8   | 7   | 8    | 9    | 9    | 6    | 6    | 6    | 6    | 8    | 9    | 9   | Σ | 91   |
|                        |     |     |      |      |      |      |      |      |      |      |      |     |   |      |
| Luftfeuchtigkeit (%)   | 85  | 81  | 77   | 73   | 73   | 68   | 67   | 68   | 70   | 79   | 85   | 85  | ⌀ | 75,9 |

| 3,1 |

| 2,7 |

| 4,4 |

| 6,6 |

| 9,8 |

| 13,2 |

| 14,9 |

| 14,7 |

| 12,6 |

| 10,1 |

| 6,4 |

| 3,6 |

| 3,1 |

| 2,7 |

| 4,4 |

| 6,6 |

| 9,8 |

| 13,2 |

| 14,9 |

| 14,7 |

| 12,6 |

| 10,1 |

| 6,4 |

| 3,6 |

Das Klima ist als Ozeanklima (Cfb-Klima) nach Köppen und Geiger klassifiziert. Es ist warm und gemäßigt und zeichnet sich durch eine verhältnismäßig erhebliche Menge an Niederschlägen aus auch während des trockensten Monats Juli. Die Angaben von Temperatur, Wassertemperatur, Niederschlag, Regentag und Luftfeuchtigkeit basieren auf Daten von 1991 bis 2021, Sonnenstunden auf Daten von 1999 bis 2019.

## Sehenswürdigkeiten
Champtoceaux
- Ruinen der Burg und der Zitadelle, seit 2009 in Teilen als Monument historique eingeschrieben
- Moulin pendu aus dem ausgehenden 14. Jahrhundert seit 1975 als Monument historique klassifiziert.
- Pfarrkirche Saint-Madeleine aus dem 19. Jahrhundert
- Herrenhaus La Hamelinière aus dem 16. und 17. Jahrhundert, seit 1968 in Teilen als Monument historique eingeschrieben
- Überbleibsel des Priorats Saint-Jean-Baptiste
- Burg La Brelaudière aus dem 13. Jahrhundert, teilweise von den Höllenkolonnen im Jahr 1794 zerstört
- Promenade de Champalud, site classé seit 1935, mit einem 180° Panaramablick auf die Loire und die Orte auf dem gegenüberliegenden Ufer

Bouzillé
- Kirche Saint-Pierre
- Kapelle Sainte-Sophie
- Schloss La Bourgonnière, befestigtes Herrenhaus aus dem 14. Jahrhundert, Renaissancekapelle Le Christ-Habillé aus dem 16. Jahrhundert, seit 1924 als Monument historique klassifiziert, 1963, 1995 und 2008 weitere Teile des Schlosses eingeschrieben
- Schloss La Mauvoisinière aus der zweiten Hälfte des 17. Jahrhunderts, seit 1988 als Monument historique klassifiziert, seit 2005 in weiteren Teilen eingeschrieben

Drain
- Menhir Pierre-du-Diable (Teufelsstein)
- Kirche Notre-Dame aus dem 19. Jahrhundert
- Kapelle Sainte-Apolline
- Reste einer gallorömischen Badeanlage aus dem 4. Jahrhundert

Landemont
- Pfarrkirche Notre-Dame, 1857 neu gebaut
- Brücke Thurinet aus dem 15. und 16. Jahrhundert

La Varenne
- Pfarrkirche Saint-Pierre, Neubau aus dem frühen 20. Jahrhundert.
- Kapelle La Bridonnière, errichtet 1916–1920
- Schloss La Varenne, erbaut in der Mitte des 19. Jahrhunderts, seit 1992 in Teilen als Monument historique eingeschrieben
- Herrenhaus La Virellière aus dem 16. und 17. Jahrhundert
- Herrenhaus, genannt Logis du Marais, aus dem 17. Jahrhundert
- Wohnsitz, genannt Logis des Sauzaies, erbaut 1759

Liré
- Menhire
- Pfarrkirche Notre-Dame, 1822 erbaut
- Kapelle Beaulieu
- Ruinen der Burg Turmelière, Ruine aus dem 13. Jahrhundert, seit 1941 als Monument historique eingeschrieben
- Heutiges Schloss Turmelière, 1887 errichtet
- Museum Joachim du Bellay

Saint-Christophe-la-Couperie
- Pfarrkirche Saint-Christophe im neogotischen Stil im späten 19. Jahrhundert errichtet
- Schloss Foucaudière an der Grenze zum Nachbarort Saint-Laurent-des-Autels, heute ein Gästehaus
- Mühlenturm Les Héronnières

Saint-Laurent-des-Autels
- Schloss Le Ponceau aus dem 14. Jahrhundert mit seiner kleinen Kapelle aus dem 17. Jahrhundert
- Neogotische Pfarrkirche Saint-Laurent aus dem 19. Jahrhundert
- Märtyrerkapelle, errichtet 1878, mit einer Liste der Opfer der Französischen Revolution aus Saint-Florent-le-Vieil
- Ehemalige Windmühle aus dem 18. Jahrhundert
- Eiche mit sechs Stämmen im östlichen Teil des Forêt de la Foucadière
- Tierpark Natural' Parc

Saint-Sauveur-de-Landemont
- Pfarrkirche Saint-Sauveur aus dem 13. Jahrhundert
- Schloss La Colaissière aus dem 13. Jahrhundert
- Schloss La Guiletière

## Bildung
Orée d’Anjou verfügt über
- eine öffentliche Vorschule (École maternelle) in Champtoceaux,
- eine öffentliche Vor- und Grundschule (École primaire) in La Varenne,
- eine öffentliche Vor- und Grundschule in Saint-Christophe-la-Couperie,
- eine öffentliche Vor- und Grundschule in Saint-Laurent-des-Autels,
- eine öffentliche Vor- und Grundschule in Liré,
- eine öffentliche Vor- und Grundschule in Bouzillé,
- eine öffentliche Vor- und Grundschule in Drain,
- eine private Vor- und Grundschule in Saint-Sauveur-de-Landemont,
- eine private Vor- und Grundschule in Saint-Laurent-des-Autels,
- eine private Vor- und Grundschule in Landemont,
- eine private Vor- und Grundschule in Champtoceaux,
- eine private Vor- und Grundschule in La Varenne,
- eine private Vor- und Grundschule in Liré,
- eine private Vor- und Grundschule in Bouzillé,
- eine private Vor- und Grundschule in Drain,
- eine öffentliche Grundschule (École élémentaire) in Champtoceaux,
- ein öffentliches Collège in Champtoceaux und
- ein privates Collège in Champtoceaux	.[2]

## Sport und Freizeit
Der europäischer Radfernweg EV6 ((Atlantik-Schwarzes Meer) führt entlang der Loire und durchquert das Gemeindegebiet.
Der GR 3, ein 1300 Kilometer langer Fernwanderweg entlang der Loire zwischen dem Mont Gerbier-de-Jonc (Département Ardèche) und La Baule (Département Loire-Atlantique) durchquert ebenfalls das nördliche Gemeindegebiet.

## Wirtschaft
Das Gemeindegebiet gehört zum Weinbaugebiet Anjou.
Orée d’Anjou liegt in den Zonen AOC und geschützter Ursprungsbezeichnung (AOP)
der Weine
- Anjou blanc, rouge, gamay, gamay nouveau oder primeur, mousseux blanc und rosé
- Cabernet d’Anjou, nouveau ou primeur
- Rosé d’Anjou, nouveau ou primeur
- Crémant de Loire blanc und rosé
- Rosé de Loire
- Muscadet, primeur, sur lie
- Muscadet Coteaux de la Loire, sur lie
- Coteaux d’Ancenis, rosé, rouge
- Gros Plant du Pays Nantais, sur lie

und des Fleisches der Rinderrasse Maine-Anjou.

## Verkehr
Seit der Schließung der Eisenbahnstrecke des Petit Anjou zwischen Montrevault und Nantes im April 1948 gibt es keine Eisenbahnverbindungen in den Orten von Orée-d'Anjou.
Die zur Departementsstraße D 751 herabgestufte ehemalige Route nationale 751 von Préfailles (Département Loire-Atlantique) nach Boulleret (Département Cher) durchquert die Orte der Gemeinde am linken Ufer der Loire von West nach Ost. Bei Champtoceaux zweigt die Departementsstraße D 751 C von ihr ab und verbindet Champtoceaux mit Oudon über eine Brücke über die Loire.
Bei Liré kreuzt die D 751 die etwas breiter ausgebaute, zur Departementsstraße D 763 herabgestufte ehemalige Route nationale 763 von Ancenis nach Belleville-sur-Vie im Département Vendée. Diese führt über eine weitere Brücke auf die gegenüberliegende Seite der Loire. Nachgeordnete Departementsstraßen und lokale Landstraßen verbinden die Ortsteile miteinander und mit weiteren Nachbargemeinden.
Busse zweier Linie der Transportgesellschaft Aléop der Region Pays de la Loire fahren Haltestellen in Orée-d'Anjou an und verbinden die Gemeinde mit Cholet und Ancenis-Saint-Géréon.

## Gemeindepartnerschaften
Die Gemeinde unterhält Partnerschaften mit:
- Niederheimbach in Rheinland-Pfalz seit 1981,
- Verwood in der Grafschaft Dorset in England seit 1984 und
- Calcinato in der Provinz Brescia in Italien.[6]